# 卡尔季察
卡尔季察（希臘語：Καρδίτσα）是希腊色萨利大区卡尔季察专区的市镇，为所属专区的首府。市镇面积为647.4平方公里，2021年人口数量为55,979人。
现今范围的市镇设立于2011年地方政府改革中，由原5个市镇合并而成，原市镇则成为此市镇的5个市区。卡尔季察市区（即原卡尔季察市镇）的面积为110.086平方公里，2021年人口数量为44,700人。

## 人口数据
| 年份 | 同名社区 | 同名市区 | 整个市镇 |
| ---- | -------- | -------- | -------- |
| 2001 | 35,971   | 41,411   | -        |
| 2011 | 39,119   | 44,002   | 56,747   |
| 2021 | 40,272   | 44,700   | 55,979   |